# Ngandajika
Ngandajika eller Gandajika är en ort i Kongo-Kinshasa. Den ligger i provinsen Lomami, i den centrala delen av landet, 1 000 km öster om huvudstaden Kinshasa.